# 閃光
猎空是一名虚构玩家角色，出现于暴雪娱乐开发的第一人称射击游戏《守望先锋》及其相关媒介。虽然猎空出自《守望先锋》的世界观，但她首次亮相于暴雪跨界多人在线战斗竞技场游戏《风暴英雄》的2016年4月更新版。
此角色出身于英国，本名莉娜·奥克斯顿（Lena Oxton），但以代号猎空而聞名。她在《守望先锋》的属性是速度较快但生命很低；猎空还以性格开朗、充满活力而聞名。她曾經參與一場實驗性的飛行任務「跃空者」但在此次任務中，飛機發生意外而失事，閃光從此失蹤；幾個月後她被人找到，卻不能将身体维持在当前时间，時常會像個鬼魂般消失數小時至數天，溫斯頓为她发明了一台装置，能让她控制自己的身体形态，并能够快速穿越空间并倒回时间。
猎空是《守望先锋》中最知名的角色之一，为官方宣传材料的主打角色，但因网络争议而更获媒体关注——一是她胜利时的翹臀姿势，二是暴雪曾删除的同性恋色情。除游戏外，猎空也出现在动画媒体和《守望先锋》系列数字漫画中，她在漫画中以女同性恋身份首次亮相，受到了媒体和玩家的积极评价。

## 开发与设计

### 风格与艺术
猎空是暴雪于2014年暴雪嘉年华推出的《守望先锋》首批12名角色之一。《守望先锋》首席设计师斯科特·默瑟（Scott Mercer）指出暴雪取消的项目《泰坦》曾有与猎空能力相同的角色。主要英雄设计师杰夫·古德曼参与了此角色的主要设计；猎空是为游戏设计的首个英雄，并用于测试游戏的基本玩法。游戏副总监亚伦·凯勒（Aaron Keller）表示相对于其他英雄，猎空的三种能力在整个游戏的开发中得以保持，称“从一开始，她就是一个‘完整’的英雄”。然而，她的生命值在游戏的后期测试阶段削弱。对于猎空的游戏风格，柯克·汉密尔顿（Kirk Hamilton）在Kotaku评论道“她快速易粘人的风格更适合绕后骚扰而非正面袭击”。 

猎空原姿势（左）与新姿势（右）的比较

2016年2月《守望先锋》的封闭测试结束后，胜利姿势等其他元素加入到该角色中。3月，猎空的“背影”胜利姿势受到争议，有用户在游戏论坛上表示这不符合她的性格，过于性感化只会“把猎空拉低到又一个乏味的女性性感符号的水平”。该帖在论坛中引发了讨论，支持和反对这一姿势的玩家进行了激烈的争论。之后《守望先锋》游戏总监杰夫瑞·卡普兰发文道歉，并宣布暴雪计划更换这一姿势，“我们最不想做的事就是让别人感觉不舒服或者误导他们”。游戏社区对这一决定反应不一，一些玩家认为暴雪为了安抚受到冒犯的用户，向他们屈服，审查自己的创意。另一些玩家称赞暴雪愿意听取社区意见，遵守标准，根据他们的个性刻画角色。卡普兰后来表示游戏开发团队并不是“十分满意原来的姿势”，内部对此姿势的加入也意见不一。下周，更换后的姿势发布，但有人指出这和原来姿势差不多。新的姿势据称受到一幅比利·德·沃若斯（Billy De Vorss）芝士蛋糕海报插画的启发。

### 故事与性格
猎空被认为是一个活泼开朗的角色，《硬派玩家》杂志把她描述为一个“生气蓬勃的英国人”，“说着俏皮话的同时从战场呼啸而过”。在接受PCGamesN采访时，《守望先锋》游戏设计师迈克尔·楚（Michael Chu）指出“她的个性超出了大多数人的常态，她有着令人难以置信的乐观与活泼——这是她英雄人格的一部分”。为与她的英国出身相匹配，猎空由英国女演员卡拉·西奥博尔德（Cara Theobold）配音。
2016年12月，暴雪公布《守望先锋》系列漫画的新一章《映象》，证实了猎空为一名LGBT角色，具体来说，是一名女同性恋者。在漫画中，她与一名非守望先锋成员的女人艾米莉（Emily）存在浪漫关系，虽然漫画后于游戏发布，但暴雪先前曾说有几个游戏角色是非异性恋，不过最初没有明确指定。对于此信息，暴雪表示“在现实生活中，为角色的背景、定位、个性增加多样性设定，可以让虚构的世界变得更加丰富而具有深度。”关于猎空的具体开发，暴雪称，“就像我们的人物背景的任何方面一样，他们的性取向只是英雄人格的一部分。从一开始构造猎空的故事时，这就已经是她性格的一个方面了，在我们看来也很合适。”

## 玩法

### 《守望先锋》
猎空在《守望先锋》中是一名突击型角色。她配备了可快速装弹的两把“脉冲手枪”，并“可在短距离内造成速射伤害”。她的速度尤为受到注意，是游戏中速度最快的角色。这一属性是她的优势之一，也让敌方玩家心烦。她的速度通过“闪现”和“闪回” 实现，闪现让她能在近距离瞬移，技能最多可以叠加三次。这种能力可以使猎空“瞬间移动到敌人背后突袭，或者躲闪敌人的火力”。这种能力有一个冷却期，玩家必须等待技能充能，但冷却时间比较短。此外，她的闪回能力可以倒回时间，她的生命值、弹药和所处位置都会回到几秒前的状态。和“闪现”相同，闪回能力也有一个冷却期。虽然猎空在速度上占优，但她也是游戏中生命值最低的英雄之一。最后，她的终极能力是“脉冲炸弹”：她可以扔出一枚能附着在任何表面的黏性炸弹，爆炸后对范围内所有敌人造成大量伤害。

### 《风暴英雄》
Destructoid指出她在《风暴英雄》中非常规的设计与《守望先锋》的设计相似。《风暴英雄》中的英雄技能由玩家选择，玩家可在英雄达到10级后获得。然而，玩家对猎空没有选择余地，其英雄能力会立即解锁。她的核心技能是传送，包括向任意方位的闪现，其“闪回”机制可让她回到三秒钟前的位置。PC Gamer的克里斯·瑟斯顿（Chris Thursten）也写道“事实上按照字面意思解释，她会和某些英雄绕圈子，加上她蔑视游戏规则的概念，这也是对她的设计印象深刻的原因”。暴雪承认她对“敌人是一个很大的威胁”，于是在5月4日推出了该角色的弱化版，这離她加入游戏还不到一个月。

## 出场

### 《守望先锋》

#### 游戏
在猎空虚构传记中，她的真名为莉娜·奥克斯顿，26岁，活动于英国伦敦。在《守望先锋》的世界观中，猎空是一名冒险家，守望先锋前特工和守望先锋飞行试验计划中最年轻的参加者。因其出色的飞行技术，她獲选为瞬移战斗机原型的测试員。在试飞过程中，的隐形传输矩阵故障，失縱的猎空宣告死亡。她后来重新出现，但已不能随时间流动同步。这种“时空解离”无法让她保持目前的物理形态，直到一个名为温斯顿的科学家制作了时间加速器，使得猎空可以控制自己的时间。尽管在游戏世界观中守望先锋已经解散，但猎空继续“打抱不平，一有机会就打一场漂亮的战斗”。这些事件发生于智械危机后，在这一宇宙性事件中，全球的中央人工智能中心开始生产敌对的机器人，威胁着世界的稳定并促使了守望先锋的成立。

#### 动画
2016年3月，猎空在四集《守望先锋》动画系列短片的第一集《归来》中首次发声。短片围绕着角色温斯顿展开，他让猎空摆脱了“时空解离”状态。他回忆起守望先锋组织的战斗，萌生了召回守望先锋前特工的想法。在短片开头，他看着以前的老照片，这些照片展示了最初的守望先锋队伍，猎空就是其中一员。短片末尾，猎空响应了温斯顿的召回，发出声音回应。
4月，猎空在系列短片第二集《新生》中亮相。在短片中，猎空试图阻止角色奪命女暗杀香巴里领袖泰哈撒·孟达塔，香巴里主张人类和机器人和谐相处。但猎空最后没能保护孟达塔，她的时间加速器也在战斗过程中损坏。此事件发生于所谓的“召回”时代，这一时期世界重新陷入黑暗之中。

#### 漫画

漫画《映象》中的一个画面，猎空正亲吻她的女友艾米莉（米奇·蒙特罗创作）。

《守望先锋》在线漫画系列于2016年12月公布的故事《映象》中出现了猎空。作品由迈克尔·楚创作，画家为米奇·蒙特罗（Miki Montlló），故事以假日为主题。漫画中，猎空与一个名叫艾米莉的女人有浪漫关系，而后者不是守望先锋的成员；猎空成为了暴雪曾经说过的有非异性性向的几个角色的第一个。为避免与俄罗斯反对同性恋宣传的禁令起法律冲突，暴雪禁止了俄罗斯联邦的网民接触此漫画。人们还注意到猎空的时间加速器没有在身上，游戏的Twitter帐户发文确认加速器只要在她附近就可以运作。
猎空也在2017年4月公布的《危机》中亮相。故事设定于“过去七年”，深化了《守望先锋》的剧情，讲述了极端智械分支在伦敦国王大道发起恐怖袭击的故事。

### 《风暴英雄》
猎空亮相于2016年4月更新的《风暴英雄》，《守望先锋》发行一个月前。瑟斯顿肯定了把她加入游戏的营销之举，但亦指出“猎空为风暴英雄引入了许多新思路。她不只是对阵容的合理扩充，她出场的感觉不同于其他的MOBA角色，这是她的FPS出身的直接后果。”

### 電影
閃光出現於史蒂芬·史匹柏的電影一級玩家，改編自恩斯特·克萊恩所著的同名小說。

## 评价

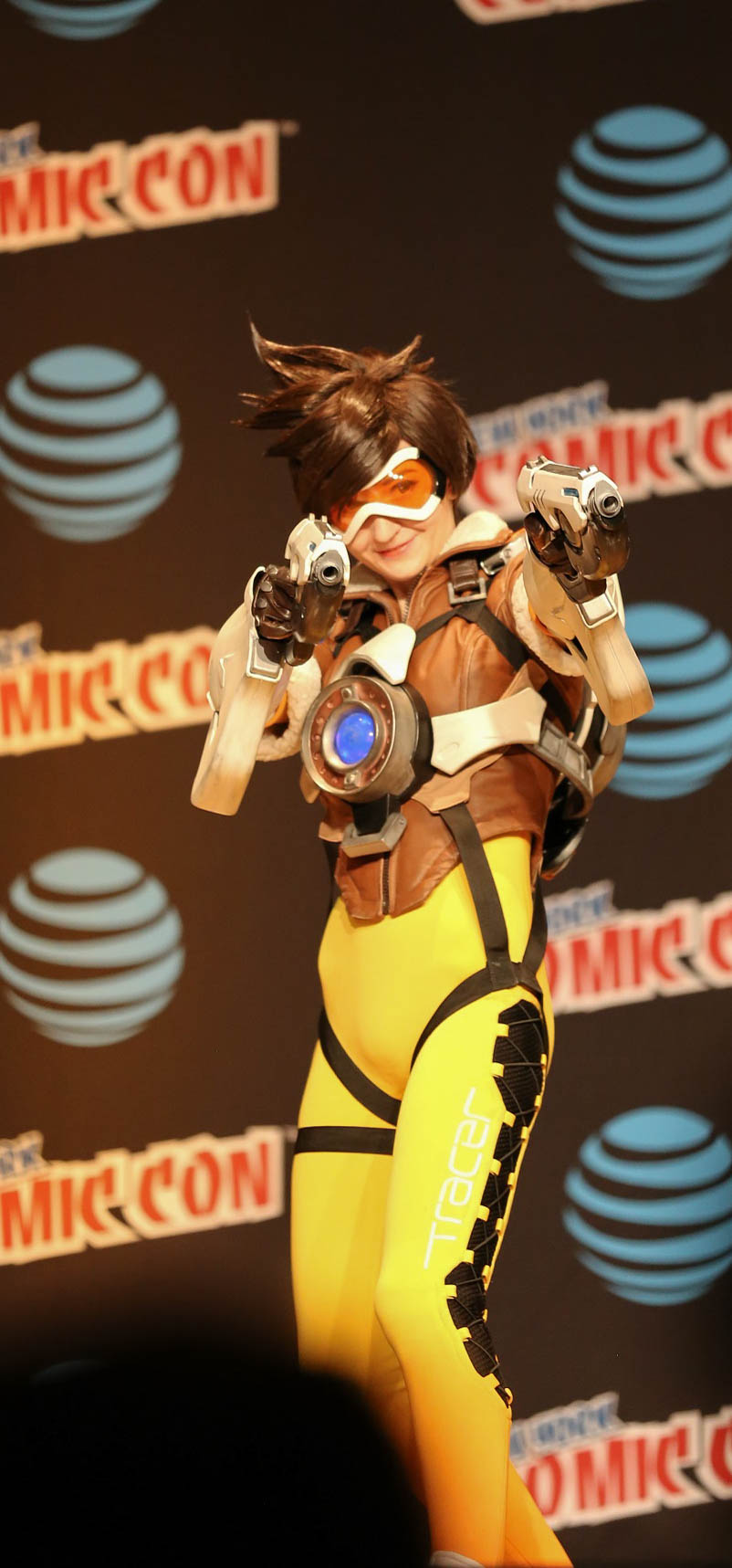
於紐約漫畫展Cosplay閃光的其中一位Coser

猎空被媒体视为游戏的“海报女孩”；《硬派玩家》杂志同意这一说法，称猎空是《守望先锋》“最具标志性的角色”。许多媒体把她当作游戏的吉祥物或称她实质上扮演了吉祥物。就连游戏正式发布前，VentureBeat也介绍道“如果你去关注那些《守望先锋》早期的粉丝文化，你可能注意到猎空似乎特别受欢迎。”Kotaku的内森·格雷森（Nathan Grayson）称“她活泼有趣，同时也十分勇敢、难以对付。”并补充道：“粉丝在创作涉及猎空的作品时，把她的特征扩充到多达11种。有些人把她描绘成孩子般天真，无忧无虑的性格。她甚至可以是一个傻瓜，一个笑点。”同网站的柯克·汉密尔顿称她“轻松地拿到了最具标志性的《守望先锋》英雄称号，也是自己最喜欢的角色”。在《守望先锋》公测阶段，猎空是使用最多的角色之一。相对于其他角色，猎空的火爆超出了暴雪的预期；在游戏公测上线后，“Overwatch”关键词的相关搜索在Pornhub上涨了817%，其中“Overwatch Tracer”的搜索量最高。暴雪对这些粉丝原创色情表示不满，尽力将其删除。Kotaku指出日本玩家积极回应《守望先锋》，发现可爱角色，其中猎空和小美最为突出。
猎空典型女同性恋者的身份受到媒体和玩家的好评。USgamer称这是“暴雪一个令人印象深刻的举动，因为猎空是他们的旗帜性人物”。Polygon的阿莱格拉·弗兰克（Allegra Frank）称这一时刻“粉丝已经等了很久很久了”。Paste的彼得·阿马托（Peter Amato）评论道：“少数人不同意这么明确地公布，而大部分粉丝反应不一，有些对此漠不关心，有些欢呼雀跃。”Kotaku有几个编者回应此消息，均持积极态度。PC Gamer的安迪·乔克（Andy Chalk）指出“《守望先锋》论坛和其他社交媒体上出现了谴责暴雪‘错误’的声音，其他支持暴雪的人以一种低调时尚的方式反驳道年度最大游戏之一是同性恋。”
在她的游戏机制方面，Inquisitr表示她“快速、闪烁的行动方式让她难于应对”。ESPN形容她是“经典的进出骚扰者”，提到了她的速度和她的闪现和闪回能力；ESPN也报道“很多玩家使用她，直到她的生命值在测试后期削弱”。VentureBeat的麦克·米诺蒂（Mike Minotti）认为“玩猎空很有意思。她的瞬移与倒回机制十分独特、快节奏。我觉得暴雪做得很棒，做出了这样一个多样、相对平衡的角色。”2017年，Screen Rant把猎空在《守望先锋》24个可玩角色中排在第8位，表示“一个优秀的猎空会对敌人后排造成严重破坏，导致队伍在甚至不知道发生什么的情况下垮掉”。